# 岩手医科大学の人物一覧
岩手医科大学の人物一覧（いわていかだいがくのじんぶついちらん）は、岩手医科大学に関係する人物の一覧記事。

## 創設者
- 三田俊次郎

## 教職員
- 三浦廣行 - 歯学部長
- 川田龍平 - 参議院議員、客員教授

## OB・OG

### 政界
- 佐藤泰三 - 自民党参議院議員、医師、国土交通副大臣、埼玉県議会議長（私立岩手医学専門学校卒業）

### 行政
- 山本正徳 - 岩手県宮古市長、歯科医師

### 財界
- 大島敏 - がってん寿司創業者
- 亀田信介 - 亀田総合病院院長

### 研究者・学者
- 岸田袈裟 - 栄養学者、JICA専門家
- 中谷義雄 - 医師、医学博士（私立岩手医学専門学校卒業）

### 文学
- 後藤杜三 - 医師、作家、俳人（私立岩手医学専門学校卒業）
- 伊藤宝城 - 医師、詩人、版画家、彫刻家（私立岩手医学専門学校卒業）